# Éméville
Éméville és un municipi francès, situat al departament de l'Oise i a la regió dels Alts de França. L'any 2007 tenia 277 habitants.

## Demografia

### Població
El 2007 la població de fet d'Éméville era de 277 persones. Hi havia 98 famílies de les quals 19 eren unipersonals (11 homes vivint sols i 8 dones vivint soles), 30 parelles sense fills, 45 parelles amb fills i 4 famílies monoparentals amb fills.
La població ha evolucionat segons el següent gràfic:
Habitants censats

### Habitatges
El 2007 hi havia 123 habitatges, 102 eren l'habitatge principal de la família, 16 eren segones residències i 5 estaven desocupats. Tots els 123 habitatges eren cases. Dels 102 habitatges principals, 96 estaven ocupats pels seus propietaris, 5 estaven llogats i ocupats pels llogaters i 1 estava cedit a títol gratuït; 1 tenia dues cambres, 8 en tenien tres, 18 en tenien quatre i 76 en tenien cinc o més. 80 habitatges disposaven pel capbaix d'una plaça de pàrquing. A 35 habitatges hi havia un automòbil i a 64 n'hi havia dos o més.

### Piràmide de població
La piràmide de població per edats i sexe el 2009 era:
| Homes | Edats   | Dones |
| ----- | ------- | ----- |
| 0     | 95 o +  | 0     |
| 0     | 90 a 94 | 0     |
| 0     | 85 a 89 | 0     |
| 0     | 80 a 84 | 0     |
| 0     | 75 a 79 | 8     |
| 0     | 70 a 74 | 0     |
| 8     | 65 a 69 | 0     |
| 12    | 60 a 64 | 4     |
| 8     | 55 a 59 | 4     |
| 8     | 50 a 54 | 12    |
| 8     | 45 a 49 | 16    |
| 4     | 40 a 44 | 8     |
| 16    | 35 a 39 | 8     |
| 12    | 30 a 34 | 20    |
| 16    | 25 a 29 | 8     |
| 12    | 20 a 24 | 0     |
| 4     | 15 a 19 | 4     |
| 12    | 10 a 14 | 16    |
| 16    | 5 a 9   | 8     |
| 16    | 0 a 4   | 16    |

## Economia
El 2007 la població en edat de treballar era de 181 persones, 139 eren actives i 42 eren inactives. De les 139 persones actives 133 estaven ocupades (73 homes i 60 dones) i 7 estaven aturades (4 homes i 3 dones). De les 42 persones inactives 10 estaven jubilades, 15 estaven estudiant i 17 estaven classificades com a «altres inactius».

### Ingressos
El 2009 a Éméville hi havia 107 unitats fiscals que integraven 292 persones, la mediana anual d'ingressos fiscals per persona era de 19.624 €.

### Activitats econòmiques
Dels 4 establiments que hi havia el 2007, 2 eren d'empreses de transport, 1 d'una empresa financera i 1 d'una empresa de serveis.

## Equipaments sanitaris i escolars
El 2009 hi havia una escola elemental integrada dins d'un grup escolar amb les comunes properes formant una escola dispersa.

## Poblacions més properes
El següent diagrama mostra les poblacions més properes.